# Ростовский академический симфонический оркестр
Ростовский академический симфонический оркестр (аббр. РАСО, до 1994 года — Ростовский симфонический оркестр) — российский симфонический оркестр, базирующийся в Ростове-на-Дону. Оркестр является одним из коллективов Ростовской областной филармонии.

## История оркестра
Ростовский симфонический оркестр был создан в 1935 году по инициативе дирижёра Бруно Бермана. В 1984 году оркестр стал Лауреатом Всероссийского конкурса симфонических оркестров. В 1990 году Ростовский оркестр принял участие в международном конкурсе имени П. И. Чайковского, аккомпанируя участникам третьего тура. В 1994 году после успешных гастролей в Москву под управлением Равиля Мартынова оркестр был удостоен звания академического и получил своё нынешнее название.
В обширному репертуаре оркестра присутствует как старинная музыка так и современная музыка. Помимо музыки таких признанных композиторов XX века как Д. Шостакович, Хачатурян, Хренников, Щедрин, Эшпай, Шнитке, Канчели и Фалик, оркестр исполняет музыку современных ростовских композиторов. В исполнении Ростовского симфонического оркестра прозвучали около ста премьер их сочинений.
Коллектив оркестра состоит из 109 музыкантов, среди которых два человека были удостоены почётного звания народного артиста России (скрипач Александр Милейковский и виолончелист Михаил Щербаков) и четверо — звания заслуженных артиста России (скрипачи Михаил Вильевок и Орест Анкудимов, кларнетист Андрей Удовенко и арфистка Наталья Добрецова).
С Ростовским академическим симфоническим оркестром выступали такие всемирно известные музыканты, как Л. Оборин, Э. Гилельс, М. Ростропович, Д. Ойстрах, Л. Коган, Я. Зак, Я. Флиэр, С. Нейгауз, М. Вайман, Б. Гутников, В. Ашкенази, Д. Шафран, В. Мержанов, Д. Башкиров, Н. Петров, Л. Торадзе, Ю. Ситковецкий, Р. Керер, Н. Гутман, О. Каган, Л. Исакадзе, Е. Нестеренко, Е. Образцова, Ю. Башмет, В. Крайнев, Э. Грач, В. Третьяков, Е. Нестеренко, Е. Образцова, Н. Трулль, С. Тарасов, Д. Мацуев, Г. Муржа, В. Овчинников, Д. Крамер, М. Култышев, А. Бузлов, Н. Борисоглебский, А. Писарев и многие другие.
В августе 2011 года художественным руководителем и главным дирижёром Ростовского академического симфонического оркестра был назначен Вадим Вилинов, возглавлявший до этого ростовский Государственный концертный оркестр духовых инструментов им. В. Н. Еждика.

## Главные дирижёры
| - Бруно Берман (1935—1937) - Николай Аносов (1937—1938) - Марк Паверман (1938—1941) - Леонид Кац (1952—1974) - Семён Коган (1976—1992) | - Равиль Мартынов (1992—2004) - Пётр Грибанов (2006—2007) - Юрий Ткаченко (2007—2011) - Вадим Вилинов (2011—2012) - Александр Поляничко (2012—2015) | - Валентин Урюпин (2015—2021) - Антон Шабуров (с 2021) |